# Valea Satului, Iași
Valea Satului este un sat în comuna Grajduri din județul Iași, Moldova, România.